# Ђисе (Болцано)
Ђисе је насеље у Италији у округу Болцано, региону Трентино-Јужни Тирол.
Према процени из 2011. у насељу је живело 200 становника. Насеље се налази на надморској висини од 985 м.